# (32968) 1996 PK8
1996 PK8 (asteroide 32968) é um asteroide da cintura principal. Possui uma excentricidade de 0.16952300 e uma inclinação de 1.55637º.
Este asteroide foi descoberto no dia 8 de agosto de 1996 por Eric Walter Elst em La Silla.